# William Woodbridge

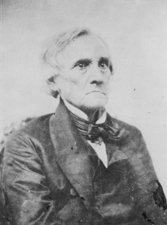
William Woodbridge

William Woodbridge (* 20. August 1780 in Norwich, Connecticut; † 20. Oktober 1861 in Detroit, Michigan) war ein US-amerikanischer Politiker und von 1840 bis 1841 der zweite Gouverneur des Bundesstaates Michigan.

## Frühe Jahre
Bereits um das Jahr 1790 zog Woodbridge mit seiner Familie nach Marietta in Ohio. Dort besuchte er die örtlichen Schulen. Nach einem anschließenden Jurastudium an der Litchfield Law School in Connecticut begann er in Marietta als Anwalt zu praktizieren. Dort lernte er auch Lewis Cass kennen, mit dem er bald Freundschaft schloss.

## Politischer Aufstieg
Im Jahr 1807 wurde Woodbridge in das Repräsentantenhaus von Ohio gewählt. Zwischen 1808 und 1814 war er Staatsanwalt im Washington County. Zur gleichen Zeit war er auch Mitglied des Staatssenats. Im Jahr 1814 folgte er der Bitte seines Freundes Lewis Cass, der inzwischen Territorialgouverneur im Michigan-Territorium geworden war, und nahm die Stelle des Staatssekretärs in diesem Territorium an. Nach der Ernennung durch Präsident James Madison folgte sein Umzug nach Detroit.
Dieses Amt übte er zwischen 1814 und 1828 aus, wobei er zusätzlich zwischen 1819 und 1820 das Territorium als nicht stimmberechtigter Delegierter im US-Kongress vertrat. In seiner Eigenschaft als Staatssekretär musste er Gouverneur Cass des Öfteren während dessen zeitweiliger Abwesenheit vertreten. Zwischen 1828 und 1832 war Woodbridge Richter am Territorialen Gerichtshof. Als Mitglied der Whigs wurde er 1832 von Präsident Andrew Jackson durch einen Demokraten ersetzt. Im damaligen Grenzkonflikt zwischen Ohio und Michigan um den so genannten Toledo Strip setzte sich Woodbridge vehement für die Interessen Michigans ein. Im Jahr 1835 war Woodbridge Mitglied der verfassungsgebenden Versammlung von Michigan und zwischen 1837 und 1839 saß er im Staatssenat. Am 4. November 1839 wurde er als Kandidat der Whigs zum neuen Gouverneur gewählt.

## Gouverneur von Michigan
William Woodbridge übte das Amt des Gouverneurs von Michigan zwischen dem 7. Januar 1840 und dem 23. Februar 1841 aus. In dieser Zeit hatte er mit den Folgen der Wirtschaftskrise des Jahres 1837 zu kämpfen. Er beschuldigte seinen Vorgänger Stevens Mason der Korruption und machte ihn für das Haushaltsdefizit verantwortlich. Woodbridge setzte sich für eine weitere Verbesserung der Infrastruktur seines Landes ein. Auch die Gesetze zur Kontrolle der Banken wurden verbessert. Außerdem wurde das Steuerwesen reformiert. Nachdem Woodbridge in den US-Senat gewählt worden war, trat er im Februar 1841 als Gouverneur zurück.

## Weiterer Lebenslauf
Zwischen 1841 und 1847 vertrat Woodbridge seinen Staat als Senator im Kongress. Dort war er in mehreren Ausschüssen tätig. Nach dem Ablauf seiner Zeit im Senat zog sich Woodbridge aus der Politik zurück und widmete sich seinen privaten Interessen. Er starb im Jahr 1861 in Detroit und wurde dort auch begraben. Er war mit Juliane Trumbell verheiratet, mit der er vier Kinder hatte.